# Janów Lubelski (district)
Janów Lubelski (powiat janowski) is een Pools district (powiat) in de Poolse provincie Lublin. Het district heeft een oppervlakte van 875,34 km² en telt 47.106 inwoners (2014).
Stadsdistricten:
Biała Podlaska · Chełm · Lublin · Zamość

Districten:
Biała Podlaska · Biłgoraj · Chełm · Hrubieszów · Janów Lubelski · Krasnystaw · Kraśnik · Lubartów · Lublin · Łęczna · Łuków · Opole Lubelskie · Parczew · Puławy · Radzyń · Ryki · Świdnik · Tomaszów Lubelski · Włodawa · Zamość